# Diecezja Lubbock
Diecezja Lubbock (łac. Dioecesis Lubbokensis, ang. Diocese of Lubbock) – diecezja Kościoła rzymskokatolickiego w północno-zachodniej części stanu Teksas.

## Historia
Diecezja została kanonicznie erygowana 25 marca 1983 przez papieża Jana Pawła II. Pierwszym ordynariuszem został kapłan diecezji Dallas Michael Jarboe Sheehan (ur. 1939), arcybiskup metropolita Santa Fe w latach 1993-2015.

## Ordynariusze
- Michael Jarboe Sheehan (1983-1993)
- Plácido Rodríguez CMF (1994-2016)
- Robert Coerver (od 2016)